# 高橋みなみの これから、何する?
『高橋みなみの「これから、何する？」』（たかはしみなみの これから、なにする？）は、2016年4月4日から2020年9月30日までTOKYO FMで月曜日から木曜日の13時から14時55分 (JST) に放送していたラジオ番組である。

## 番組概要
TOKYO FMのエンターテインメント情報番組として放送が開始された。番組のターゲットは、働く女性である。

## 出演者

### パーソナリティー
- 高橋みなみ

### パートナー
2019年11月11日の放送より、「ベスト3先生」のコーナーを廃止し、曜日替わりパートナー制度を導入した。メインパーソナリティーの高橋がパートナーと一緒に放送時間の大半を使って、一つのテーマについてメッセージを募集し、深堀する体制に変わった。曜日別のパートナーは以下の通り。
- 月曜日　REINA（ベンチャー企業執行役員）
  - ビジネス、語学など
- 火曜日　若新雄純（慶応義塾大学准教授）
  - ニュース、時事、お悩み相談など
- 水曜日　高橋芳朗（音楽ジャーナリスト）
  - 音楽
- 木曜日　古谷経衡（作家）
  - 種々の話題

### サプライズマンデーでの代演者
2018年3月まで、高橋が別番組の収録がある隔週月曜日は出演が困難だったため、隔週月曜日には高橋が依頼した代演者の名前を冠し、『サプライズマンデー●●●●の「これから何する?」』と題して代演者が番組を進行していた。なお、代演者が担当する際には前週木曜の生放送中に高橋自ら電話でオファーをしていた。
なお、2017年1月2日から5日、2017年10月2日から5日、2018年3月5日から8日、2019年1月7日から10日、2019年3月18日から20日、2020年3月16日から19日までは後述の理由により「サプライズウィーク」と題して代理パーソナリティーが番組進行を行なった。
| 放送日               | 代演者                                      | その他                                                                                        |
| -------------------- | ------------------------------------------- | --------------------------------------------------------------------------------------------- |
| 2016年4月11日（月）  | 西川貴教                                    |                                                                                               |
| 2016年4月14日（木）  | エハラマサヒロ                              | 高橋のソロライブがあるため                                                                    |
| 2016年4月25日（月）  | JOY                                         |                                                                                               |
| 2016年5月23日（月）  | 金子ノブアキ                                |                                                                                               |
| 2016年6月6日（月）   | 田村淳（ロンドンブーツ1号2号）              |                                                                                               |
| 2016年6月20日（月）  | 市川紗椰                                    |                                                                                               |
| 2016年7月4日（月）   | 綾小路翔（氣志團）                          |                                                                                               |
| 2016年8月15日（月）  | 秋元才加                                    |                                                                                               |
| 2016年8月29日（月）  | 野宮真貴                                    |                                                                                               |
| 2016年9月12日（月）  | 黒田有彩                                    |                                                                                               |
| 2016年9月26日（月）  | 鈴木達央                                    |                                                                                               |
| 2016年10月24日（月） | 佐々木彩夏・高城れに（ももいろクローバーZ） |                                                                                               |
| 2016年11月7日（月）  | 後藤正文                                    |                                                                                               |
| 2016年11月9日（水）  | 鈴木達央                                    | 高橋が『堂本兄弟SP』の収録のため                                                              |
| 2016年11月21日（月） | ヒャダイン                                  |                                                                                               |
| 2016年12月5日（月）  | 西寺郷太                                    |                                                                                               |
| 2016年12月19日（月） | ロッチ                                      |                                                                                               |
| 2017年1月2日（月）   | 小宮山雄飛                                  | 高橋が冬休みのため                                                                            |
| 2017年1月3日（火）   | 秋元才加                                    | 高橋が冬休みのため                                                                            |
| 2017年1月4日（水）   | Aqua Timez                                  | 高橋が冬休みのため                                                                            |
| 2017年1月5日（木）   | 島田秀平                                    | 高橋が冬休みのため                                                                            |
| 2017年1月16日（月）  | 若月佑美（乃木坂46）                        |                                                                                               |
| 2017年1月30日（月）  | 高須光聖                                    |                                                                                               |
| 2017年2月13日（月）  | Perfume                                     |                                                                                               |
| 2017年3月13日（月）  | 大宮エリー                                  |                                                                                               |
| 2017年3月27日（月）  | サンキュータツオ                            |                                                                                               |
| 2017年4月10日（月）  | 上原多香子                                  |                                                                                               |
| 2017年4月24日（月）  | 秦基博                                      |                                                                                               |
| 2017年5月8日（月）   | 西野亮廣（キングコング）                    |                                                                                               |
| 2017年5月22日（月）  | 田辺駿一（BLUE ENCOUNT）                    |                                                                                               |
| 2017年6月5日（月）   | うすた京介・大石浩二                        | 大石はうすたのアシスタント扱いとして出演                                                      |
| 2017年6月19日（月）  | RYO-Z（RIP SLYME）                          |                                                                                               |
| 2017年7月3日（月）   | TETSUYA（L'Arc〜en〜Ciel）・やまだひさし    | やまだはアシスタント扱いでの出演                                                              |
| 2017年7月31日（月）  | 花澤香菜                                    |                                                                                               |
| 2017年8月28日（月）  | 若旦那（湘南乃風）                          |                                                                                               |
| 2017年9月11日（月）  | 木本武宏（TKO）                             |                                                                                               |
| 2017年9月25日（月）  | 河北裕介                                    | （河北はその後2018年3月6日にも代行出演）                                                      |
| 2017年10月2日（月）  | 千原せいじ                                  | 高橋がレギュラー出演している『世界の村で発見!こんなところに日本人』のロケが一週間行われるため |
| 2017年10月3日（火）  | 森山良子                                    | 高橋がレギュラー出演している『世界の村で発見!こんなところに日本人』のロケが一週間行われるため |
| 2017年10月4日（水）  | 須賀健太                                    | 高橋がレギュラー出演している『世界の村で発見!こんなところに日本人』のロケが一週間行われるため |
| 2017年10月5日（木）  | 向井地美音（AKB48）                         | 高橋がレギュラー出演している『世界の村で発見!こんなところに日本人』のロケが一週間行われるため |
| 2017年10月9日（月）  | シシド・カフカ                              |                                                                                               |
| 2017年10月23日（月） | 石井竜也（米米CLUB）                        |                                                                                               |
| 2017年11月6日（月）  | Mrs.GREEN APPLE                             |                                                                                               |
| 2017年11月13日（月） | 社長（SOIL&"PIMP"SESSIONS）                 |                                                                                               |
| 2017年11月20日（月） | 大槻ケンヂ（筋肉少女帯）                    |                                                                                               |
| 2017年12月4日（月）  | ワッキー（ペナルティ）                      |                                                                                               |
| 2017年12月18日（月） | 井上苑子                                    |                                                                                               |
| 2018年1月15日（月）  | 渋谷龍太（SUPER BEAVER）                    |                                                                                               |
| 2018年1月29日（月）  | 橋本マナミ                                  |                                                                                               |
| 2018年2月12日（月）  | SILENT SIREN                                |                                                                                               |
| 2018年3月5日 (月)    | 滝沢カレン                                  | 高橋が春休みのため                                                                            |
| 2018年3月6日 (火)    | 河北裕介                                    | 高橋が春休みのため                                                                            |
| 2018年3月7日 (水)    | 渋谷慶一郎                                  | 高橋が春休みのため                                                                            |
| 2018年3月8日 (木)    | カイワレハンマー                            | 高橋が春休みのため                                                                            |
| 2018年3月12日 (月)   | ファンキー加藤                              |                                                                                               |
| 2018年3月26日 (月)   | 小林幸子・深沢邦之（Take2）                 | 深沢はアシスタント扱いでの出演                                                                |
| 2018年11月5日 (月)   | 向井地美音（AKB48）                         | 高橋が特別番組の収録のため                                                                    |
| 2019年1月7日（月）   | 向井地美音（AKB48）                         | 高橋がレギュラー出演している『世界の村で発見!こんなところに日本人』のロケが一週間行われるため |
| 2019年1月8日（火）   | ハマ・オカモト（OKAMOTO'S）                 | 高橋がレギュラー出演している『世界の村で発見!こんなところに日本人』のロケが一週間行われるため |
| 2019年1月9日（水）   | 宅間孝行                                    | 高橋がレギュラー出演している『世界の村で発見!こんなところに日本人』のロケが一週間行われるため |
| 2019年1月10日（木）  | 渋谷龍太（SUPER BEAVER）                    | 高橋がレギュラー出演している『世界の村で発見!こんなところに日本人』のロケが一週間行われるため |
| 2019年3月18日（月）  | 渋谷龍太（SUPER BEAVER）                    | 高橋が春休みのため                                                                            |
| 2019年3月19日（火）  | 金井政人(BIGMAMA)                           | 高橋が春休みのため                                                                            |
| 2019年3月20日（水）  | 最果タヒ                                    | 高橋が春休みのため                                                                            |
| 2019年9月19日（木）  | 向井地美音（AKB48）                         | 高橋が令和元年房総半島台風（台風15号）被災地の千葉県を訪れ、被災状況を伝えるため              |
| 2019年11月14日（木） | 峯岸みなみ（AKB48）                         | 高橋が特別番組の収録のため                                                                    |
| 2020年3月16日（月）  | ふかわりょう                                | 高橋が春休みのため。それぞれの曜日のパートナーと組む形になる                                  |
| 2020年3月17日（火）  | 鬼龍院翔（ゴールデンボンバー）              | 高橋が春休みのため。それぞれの曜日のパートナーと組む形になる                                  |
| 2020年3月18日（水）  | 西寺郷太                                    | 高橋が春休みのため。それぞれの曜日のパートナーと組む形になる                                  |
| 2020年3月19日（木）  | 藤井道人                                    | 高橋が春休みのため。それぞれの曜日のパートナーと組む形になる                                  |

## 放送日時
- 毎週月曜日 - 木曜日の13時 - 14時55分
  - 祝日の場合は、TOKYO FM ホリデースペシャルのため、番組が休止となる場合があった。

## タイムテーブル
高橋みなみとパートナーがトークを行う。トークの合間にニュースなどがある。
- 13:00 オープニング
- 13:06ごろ コレ何TODAY
- トーク
- 13:47ごろ TOKYO FM NEWS
- 13:50ごろ TOKYO FM トラフィックレポート
- 14:00 14時台オープニング
- トーク、これから◯◯しちゃう？のコーナー
- 14:30ごろ よ・み・き・か・せ
- 14:45ごろ TOKYO FM トラフィックレポート
- エンディング
- 14:55 終了

## 番組コーナー
（2017年7月現在）
- コレ何TODAY
  - インターネットや新聞から、今日のニュースを取り上げるコーナー。TOKYO FM報道情報センターのアナウンサーから今日のニュースを伝えてもらい、高橋が気になるニュースを取り上げる。出張生放送の場合や緊急時はコーナーを取り止め、特集コーナーを放送する事があった。
- ベスト3先生（現在廃止）
  - その道のプロを招き、それぞれのベスト3を教えてもらうコーナー。
- ひとつのアンサー（現在休止）
  - リスナーの悩みに高橋みなみが向き合い、解決するコーナー。Yahoo!知恵袋でも受け付けていて、そちらでは高橋からの質問にリスナーが答えるコーナーも設けられていて、高橋がベストアンサーを選ぶ[4]。しかし2016年12月28日放送分と2017年9月27日放送分の質問は高橋ではない代演パーソナリティによってベストアンサーが選ばれた[注釈 3]。なお該当者なし、時間の都合、発表が八日後以降となるなどで投票となる事もあった。また2016年6月13日放送分は高橋ではない別の芸人からの相談のためそちらも投票で解決している。2017年2月23日放送分は回答者全員がベストアンサーとなった[注釈 4]。
- これから◯◯しちゃう？のコーナー
  - これから、東京ディズニーリゾート(R)語っちゃう？
    - レポーター:ちゃあぽん（西脇彩華）

  - これから、英語力あげちゃう？
    - 提供:文教大学 講師:阿野幸一

  - これから、ジャパネットたかたしちゃう？
    - 提供:ジャパネットたかた

- よ・み・き・か・せ
  - ナレーターがリスナーへ向けて様々な絵本を読み聞かせるコーナー。前々番組「シナプス」より午後（13:00-14:55）の生ワイド番組内に内包されていた。

## 番組テーマ曲
- オープニング・エンディング 「東京論」（番組スペシャルVer.）/RAM RIDER作詞・作曲
- 各コーナーBGM /RAM RIDER作曲[5]

## 番組イベント
| タイトル                       | 開催日              | 出演者 | 会場           |
| ------------------------------ | ------------------- | --- | -------------- |
| 高橋みなみのこれ何？フェス2018 | 2018年5月30日（水） | Awesome City Club/緑黄色社会/Creepy Nuts/RAM RIDER（オープニングアクト）/Chuning Candy（オープニングアクト） | TSUTAYA O-EAST |

## その他
- 2017年3月9日は、沖縄県国頭郡恩納村にあるシェラトン沖縄サンマリーナリゾートの一室を貸し切って生放送を行なった。しかし、この生放送と同時にフジテレビ『とんねるずのみなさんのおかげでした』の1コーナー「全落オープン」の収録も行われており、番組終盤で高橋が海に落とされ、音声のみ一部始終の模様が放送された[7]。
- 2017年7月10日は、千葉県浦安市にある東京ディズニーシーの「ザンビーニ・ブラザーズ・リストランテ」から公開生放送を行なった。
- 2018年2月5日から8日は、アメリカ合衆国ハワイ州オアフ島ホノルル市ワイキキにある「シェラトン・ワイキキ」内の「JALPAKアロハラウンジ」より生放送を行った[注釈 5]。